# داو نهات منه
داو نهات منه (بالفيتنامية: Đào Nhật Minh) هو لاعب كرة قدم فيتنامي في مركز الوسط، ولد في 27 أبريل 1992 في محافظة كوانغ ننه في فيتنام. لعب مع نادي تان كوانغ نين.

## وصلات خارجية
- داو نهات منه على موقع قاعدة بيانات كرة القدم.إي يو (الإنجليزية)
- داو نهات منه على موقع Soccerway.com (الإنجليزية)